# Méharin
Méharin (en basque: Mehaine) est une commune française située dans le département des Pyrénées-Atlantiques, en région Nouvelle-Aquitaine.
Le gentilé est Mehaindar.

## Géographie

### Localisation
La commune de Méharin se trouve dans le département des Pyrénées-Atlantiques, en région Nouvelle-Aquitaine.
Elle se situe à 100 km par la route de Pau, préfecture du département, à 41 km de Bayonne, sous-préfecture, et à 12 km de Saint-Palais, bureau centralisateur du canton du Pays de Bidache, Amikuze et Ostibarre dont dépend la commune depuis 2015 pour les élections départementales. 
La commune fait en outre partie du bassin de vie de Saint-Palais.
Les communes les plus proches sont : 
Armendarits (4,2 km), Saint-Martin-d'Arberoue (4,4 km), Amorots-Succos (4,5 km), Saint-Esteben (5,2 km), Béguios (5,6 km), Beyrie-sur-Joyeuse (5,7 km), Luxe-Sumberraute (5,7 km), Isturits (6,1 km).
Sur le plan historique et culturel, Méharin fait partie de la province de la Basse-Navarre, un des sept territoires composant le Pays basque,. La Basse-Navarre en est la province la plus variée en ce qui concerne son patrimoine, mais aussi la plus complexe du fait de son morcellement géographique. Depuis 1999, l'Académie de la langue basque ou Euskalzaindia divise la Basse-Navarre en six zones,. La commune est dans le pays d’Arberoue (Arberoa), au nord-ouest de ce territoire.

### Communes limitrophes
Les communes limitrophes sont  Amorots-Succos, Armendarits, Beyrie-sur-Joyeuse, Orègue et Saint-Martin-d'Arberoue.
|                         | Orègue (par un quadripoint) | Amorots-Succos     |
| Saint-Martin-d'Arberoue | Méharin                     | Beyrie-sur-Joyeuse |
|                         | Armendarits                 |                    |

### Hydrographie

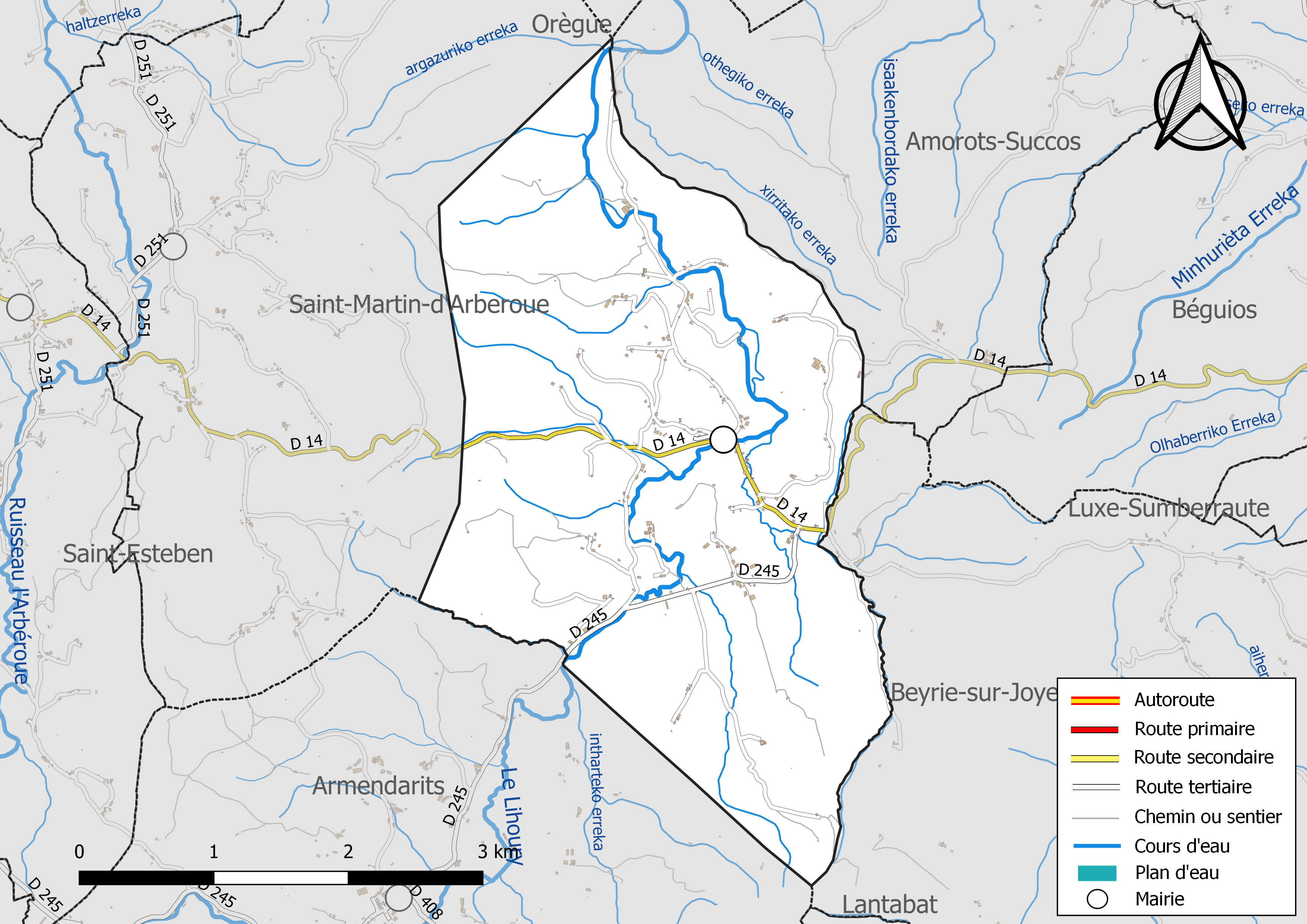
Réseaux hydrographique et routier de Méharin.

La commune est drainée par le Lihoury, Argazuriko erreka, un bras de Béhobiko erreka, et par divers petits cours d'eau, constituant un réseau hydrographique de 25 km de longueur totale,.
Le Lihoury, d'une longueur totale de 45,7 km, prend sa source dans la commune d'Iholdy et s'écoule du sud vers le nord. Il traverse la commune et se jette dans la Bidouze à Came, après avoir traversé 8 communes.

### Climat
Pour des articles plus généraux, voir Climat de la Nouvelle-Aquitaine et Climat des Pyrénées-Atlantiques.
Historiquement, la commune est exposée à un micro climat océanique basque.  
En 2020, Météo-France publie une typologie des climats de la France métropolitaine dans laquelle la commune est exposée à un climat de montagne et est dans la région climatique Pyrénées atlantiques, caractérisée par une pluviométrie élevée (>1 200 mm/an) en toutes saisons, des hivers très doux (7,5 °C en plaine) et des vents faibles.
Pour la période 1971-2000, la température annuelle moyenne est de 13,5 °C, avec une amplitude thermique annuelle de 13,3 °C. Le cumul annuel moyen de précipitations est de 1 400 mm, avec 12,4 jours de précipitations en janvier et 8,6 jours en juillet. Pour la période 1991-2020, la température moyenne annuelle observée sur la station météorologique la plus proche, située sur la commune d'Aïcirits-Camou-Suhast à 10 km à vol d'oiseau, est de 14,3 °C et le cumul annuel moyen de précipitations est de 1 219,1 mm,. Pour l'avenir, les paramètres climatiques de la commune estimés pour 2050 selon différents scénarios d’émission de gaz à effet de serre sont consultables sur un site dédié publié par Météo-France en novembre 2022.

### Milieux naturels et biodiversité

#### Réseau Natura 2000
Le réseau Natura 2000 est un réseau écologique européen de sites naturels d'intérêt écologique élaboré à partir des Directives « Habitats » et « Oiseaux », constitué de zones spéciales de conservation (ZSC) et de zones de protection spéciale (ZPS).
Un site Natura 2000 a été défini sur la commune au titre de la « directive Habitats » : « la Bidouze (cours d'eau) », d'une superficie de 2 570 ha, un vaste réseau hydrographique drainant les coteaux du Pays basque,.

## Urbanisme

### Typologie
Au 1er janvier 2024, Méharin est catégorisée commune rurale à habitat dispersé, selon la nouvelle grille communale de densité à sept niveaux définie par l'Insee en 2022.
Elle est située hors unité urbaine et hors attraction des villes,.

### Occupation des sols

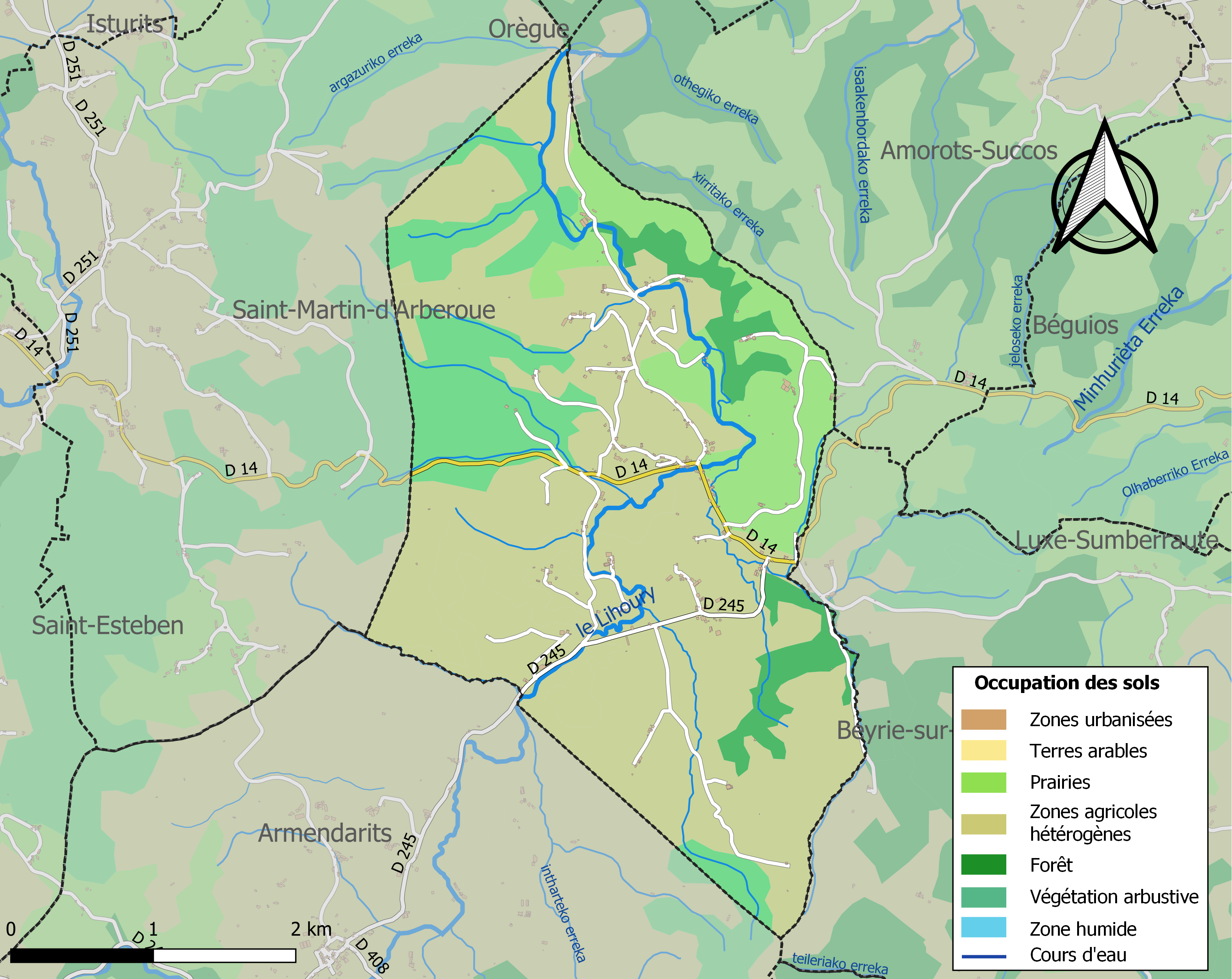
Carte des infrastructures et de l'occupation des sols de la commune en 2018 (CLC).

L'occupation des sols de la commune, telle qu'elle ressort de la base de données européenne d’occupation biophysique des sols Corine Land Cover (CLC), est marquée par l'importance des territoires agricoles (79,2 % en 2018), en augmentation par rapport à 1990 (73,5 %). La répartition détaillée en 2018 est la suivante : 
zones agricoles hétérogènes (66 %), milieux à végétation arbustive et/ou herbacée (14,5 %), prairies (13,3 %), forêts (6,2 %). L'évolution de l’occupation des sols de la commune et de ses infrastructures peut être observée sur les différentes représentations cartographiques du territoire : la carte de Cassini (XVIIIe siècle), la carte d'état-major (1820-1866) et les cartes ou photos aériennes de l'IGN pour la période actuelle (1950 à aujourd'hui).

### Lieux-dits et hameaux
- Barnetchia ;
- Erramundéguia ;
- Teïléria.

### Voies de communication et transports
Méharin est desservie par la route départementale D 14, entre Saint-Esteben et Garris.

### Risques majeurs
Le territoire de la commune de Méharin est vulnérable à différents aléas naturels : météorologiques (tempête, orage, neige, grand froid, canicule ou sécheresse), inondations, feux de forêts et séisme (sismicité moyenne). Un site publié par le BRGM permet d'évaluer simplement et rapidement les risques d'un bien localisé soit par son adresse soit par le numéro de sa parcelle.
Certaines parties du territoire communal sont susceptibles d’être affectées par le risque d’inondation par une crue torrentielle ou à montée rapide de cours d'eau, notamment le Lihoury. La commune a été reconnue en état de catastrophe naturelle au titre des dommages causés par les inondations et coulées de boue survenues en 1982, 1983, 2009 et 2014,.
Méharin est exposée au risque de feu de forêt. En 2020, le premier plan de protection des forêts contre les incendies (PDPFCI) a été adopté pour la période 2020-2030. La réglementation des usages du feu à l’air libre et les obligations légales de débroussaillement dans le département des Pyrénées-Atlantiques font l'objet d'une consultation de public ouverte du 16 septembre au 7 octobre 2022,.

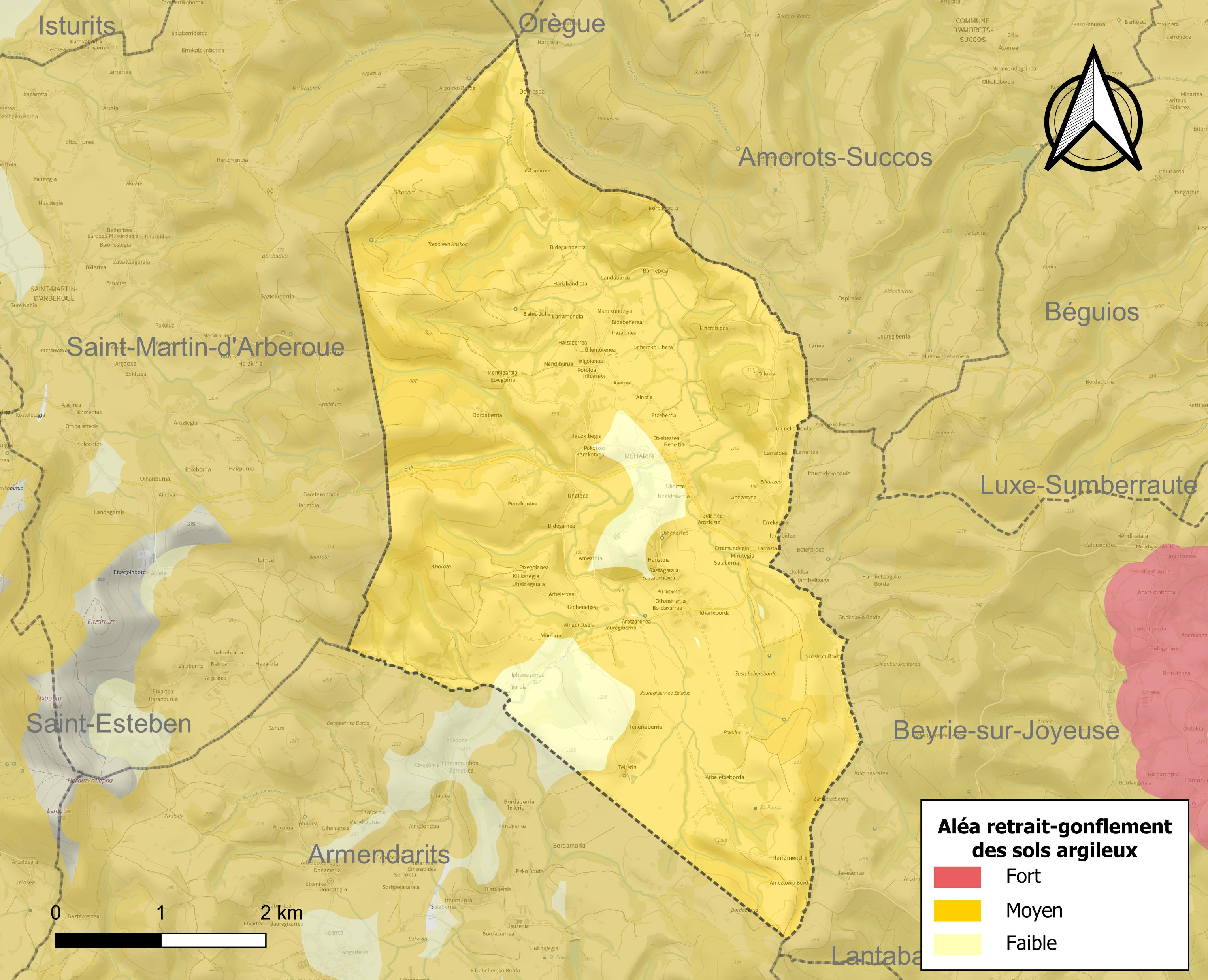
Carte des zones d'aléa retrait-gonflement des sols argileux de Méharin.

Le retrait-gonflement des sols argileux est susceptible d'engendrer des dommages importants aux bâtiments en cas d’alternance de périodes de sécheresse et de pluie. 92,8 % de la superficie communale est en aléa moyen ou fort (59 % au niveau départemental et 48,5 % au niveau national). Depuis le 1er octobre 2020, en application de la loi ELAN, différentes contraintes s'imposent aux vendeurs, maîtres d'ouvrages ou constructeurs de biens situés dans une zone classée en aléa moyen ou fort,.
Concernant les mouvements de terrains, la commune a été reconnue en état de catastrophe naturelle au titre des dommages causés par des mouvements de terrain en 2014.

## Toponymie
Son nom basque est Mehaine.
Le toponyme Méharin apparaît sous les formes :
- Mearin (1513, titres de Pampelune[37]) et
- Sanctus-Laurentius de Méharin (1770, collations du diocèse de Bayonne[38]).

## Histoire

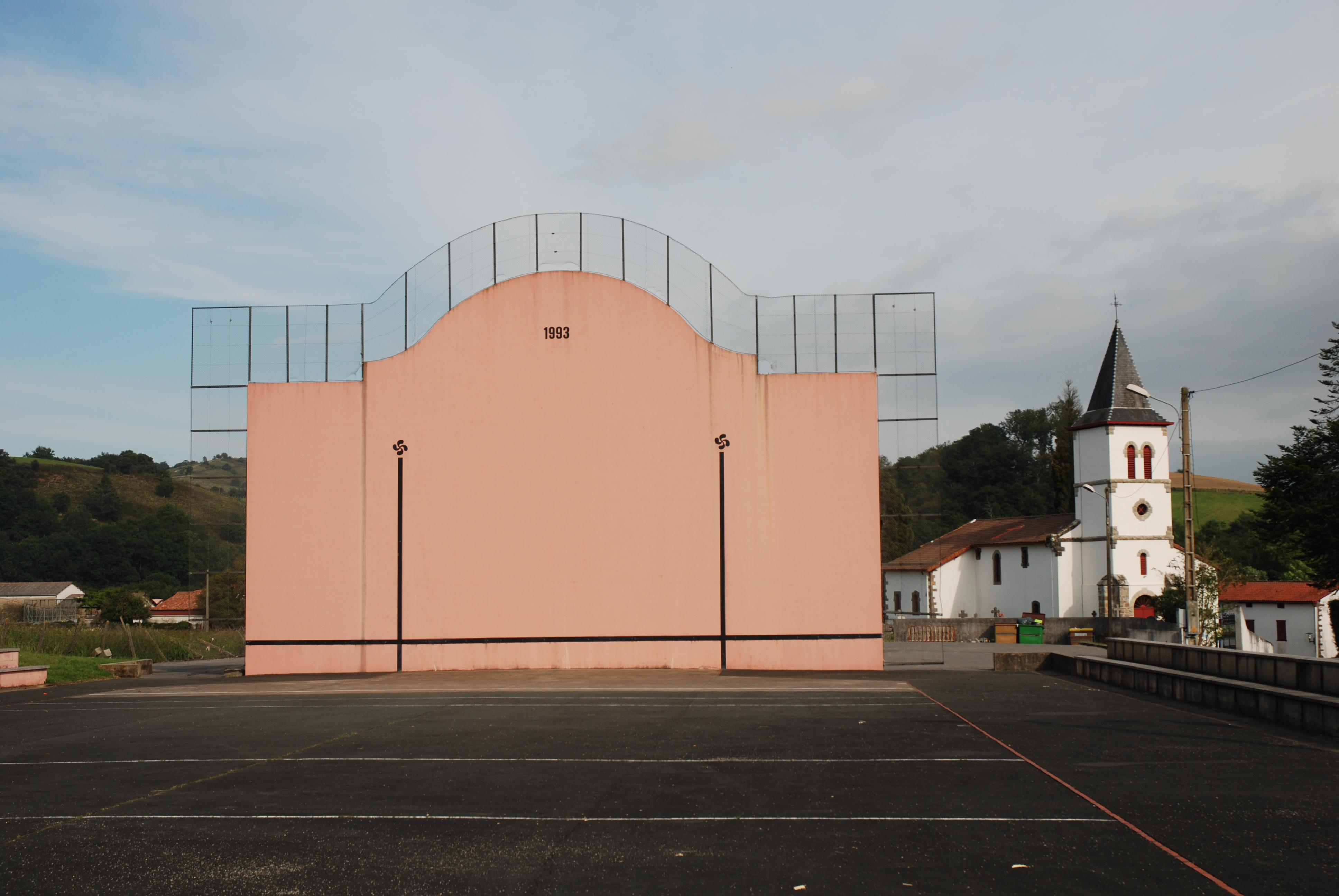
Fronton place libre.

Paul Raymond note que la vicomté de Méharin était vassale du royaume de Navarre.

## Héraldique
| Blason de Méharin | Blason  | D'or au lion d'azur armé vilené et lampassé de gueules. |
| Blason de Méharin | Détails | Le statut officiel du blason reste à déterminer.        |

## Politique et administration

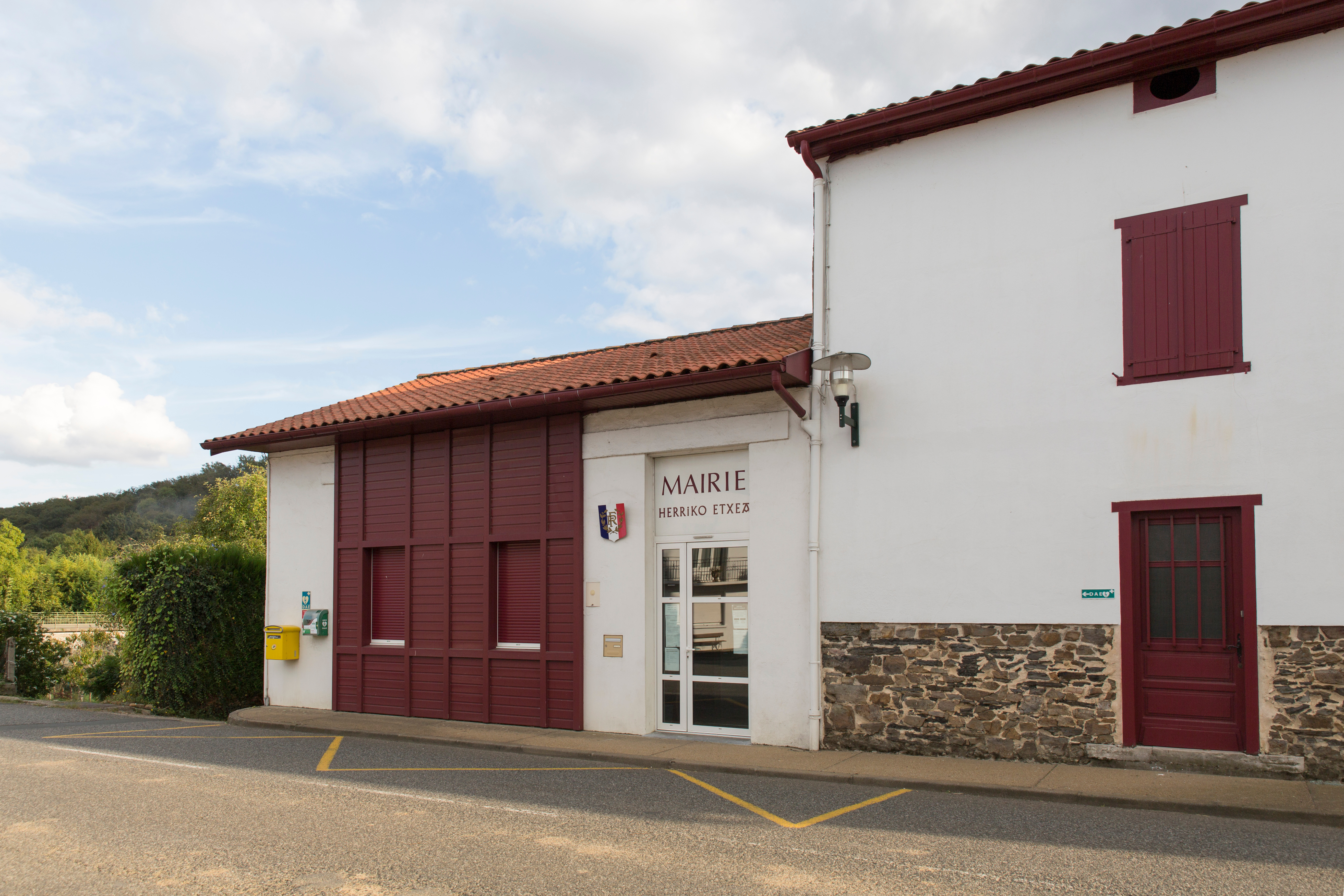
La mairie

| Période                                  | Période | Identité           | Étiquette | Qualité |
| ---------------------------------------- | ------- | ------------------ | --------- | ------- |
| 1995                                     | 2014    | Amédée Aphécetche  |           |         |
| 2014                                     | 2020    | Jean-Pierre Delgue |           |         |
| 2020                                     | 2026    | Sylvie Bétat       |           |         |
| Les données manquantes sont à compléter. |         |                    |           |         |

### Intercommunalité
Méharin fait partie de six structures intercommunales :
- la communauté d'agglomération du Pays Basque ;
- le syndicat AEP de l'Arberoue ;
- le syndicat d’énergie des Pyrénées-Atlantiques ;
- le syndicat intercommunal de transport scolaire du regroupement pédagogique de Méharin et Armendarits ;
- le syndicat intercommunal pour la réalisation d'une maison d'une maison de retraite dans la vallée de l'Arberoue ;
- le syndicat intercommunal pour le soutien à la culture basque.

## Population et société

### Démographie
L'évolution du nombre d'habitants est connue à travers les recensements de la population effectués dans la commune depuis 1793. Pour les communes de moins de 10 000 habitants, une enquête de recensement portant sur toute la population est réalisée tous les cinq ans, les populations de référence des années intermédiaires étant quant à elles estimées par interpolation ou extrapolation. Pour la commune, le premier recensement exhaustif entrant dans le cadre du nouveau dispositif a été réalisé en 2007.

En 2022, la commune comptait 278 habitants, en évolution de +2,58 % par rapport à 2016 (Pyrénées-Atlantiques : +3,78 %, France hors Mayotte : +2,11 %).
| 1793 | 1800 | 1806 | 1821 | 1831 | 1836 | 1841 | 1846 | 1851 |
| ---- | ---- | ---- | ---- | ---- | ---- | ---- | ---- | ---- |
| 502  | 288  | 530  | 549  | 595  | 611  | 621  | 672  | 601  |

| 1856 | 1861 | 1866 | 1872 | 1876 | 1881 | 1886 | 1891 | 1896 |
| ---- | ---- | ---- | ---- | ---- | ---- | ---- | ---- | ---- |
| 608  | 644  | 577  | 536  | 542  | 524  | 534  | 521  | 531  |

| 1901 | 1906 | 1911 | 1921 | 1926 | 1931 | 1936 | 1946 | 1954 |
| ---- | ---- | ---- | ---- | ---- | ---- | ---- | ---- | ---- |
| 516  | 491  | 471  | 443  | 435  | 398  | 400  | 387  | 354  |

| 1962 | 1968 | 1975 | 1982 | 1990 | 1999 | 2006 | 2007 | 2012 |
| ---- | ---- | ---- | ---- | ---- | ---- | ---- | ---- | ---- |
| 322  | 308  | 305  | 302  | 283  | 261  | 259  | 259  | 259  |

| 2017 | 2022 | - | - | - | - | - | - | - |
| ---- | ---- | - | - | - | - | - | - | - |
| 273  | 278  | - | - | - | - | - | - | - |

### Enseignement
La commune dispose d'une école maternelle publique.

## Économie
La commune fait partie de la zone d'appellation de l'ossau-iraty.

## Culture locale et patrimoine

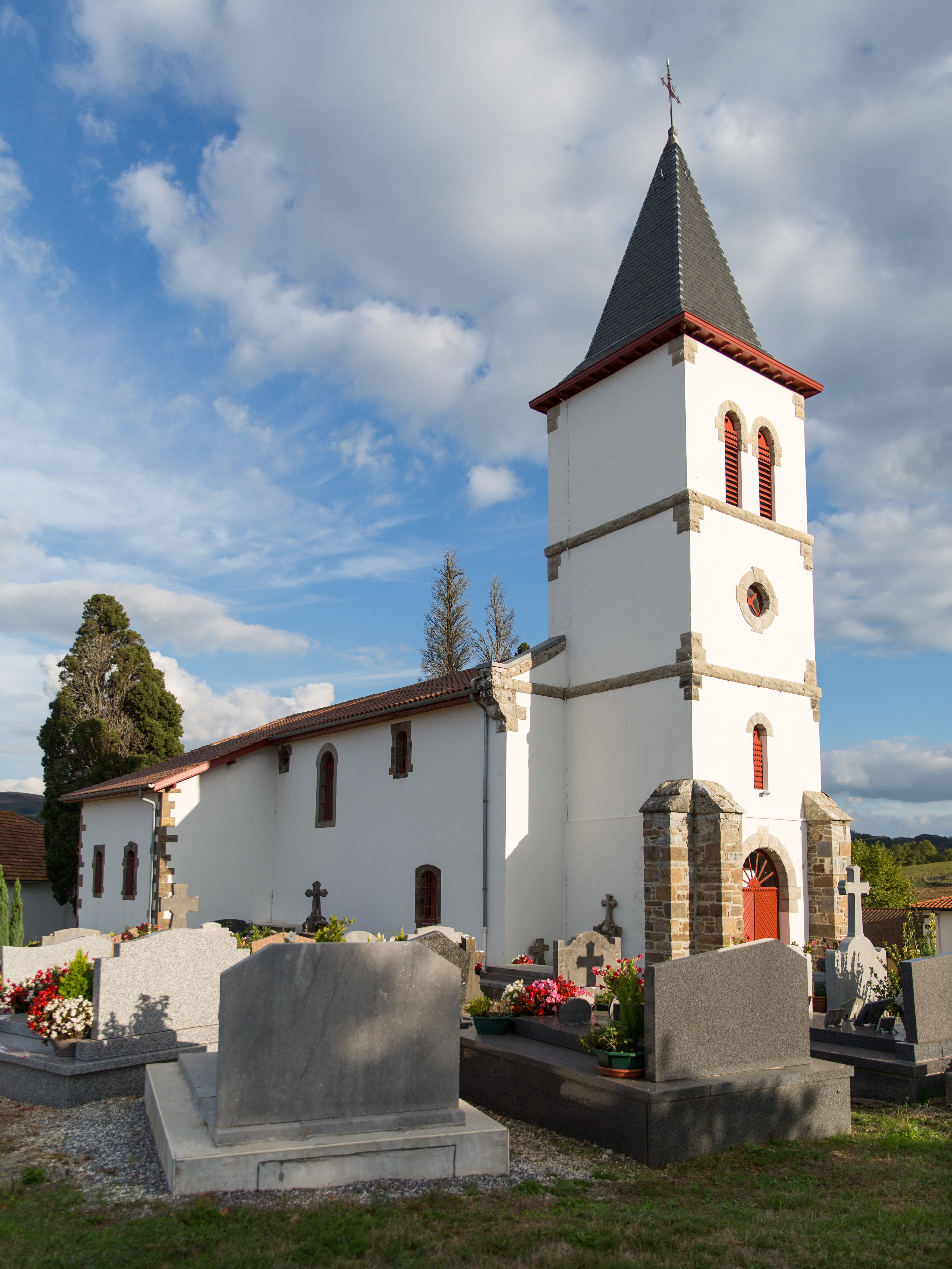
L'église Saint-Laurent.

### Patrimoine civil
Le château de Belzunce (ou Belsunce), date du XVIe siècle et appartenait aux vicomtes de Macaye.

### Patrimoine religieux
L'église Saint-Laurent date du XIXe siècle.

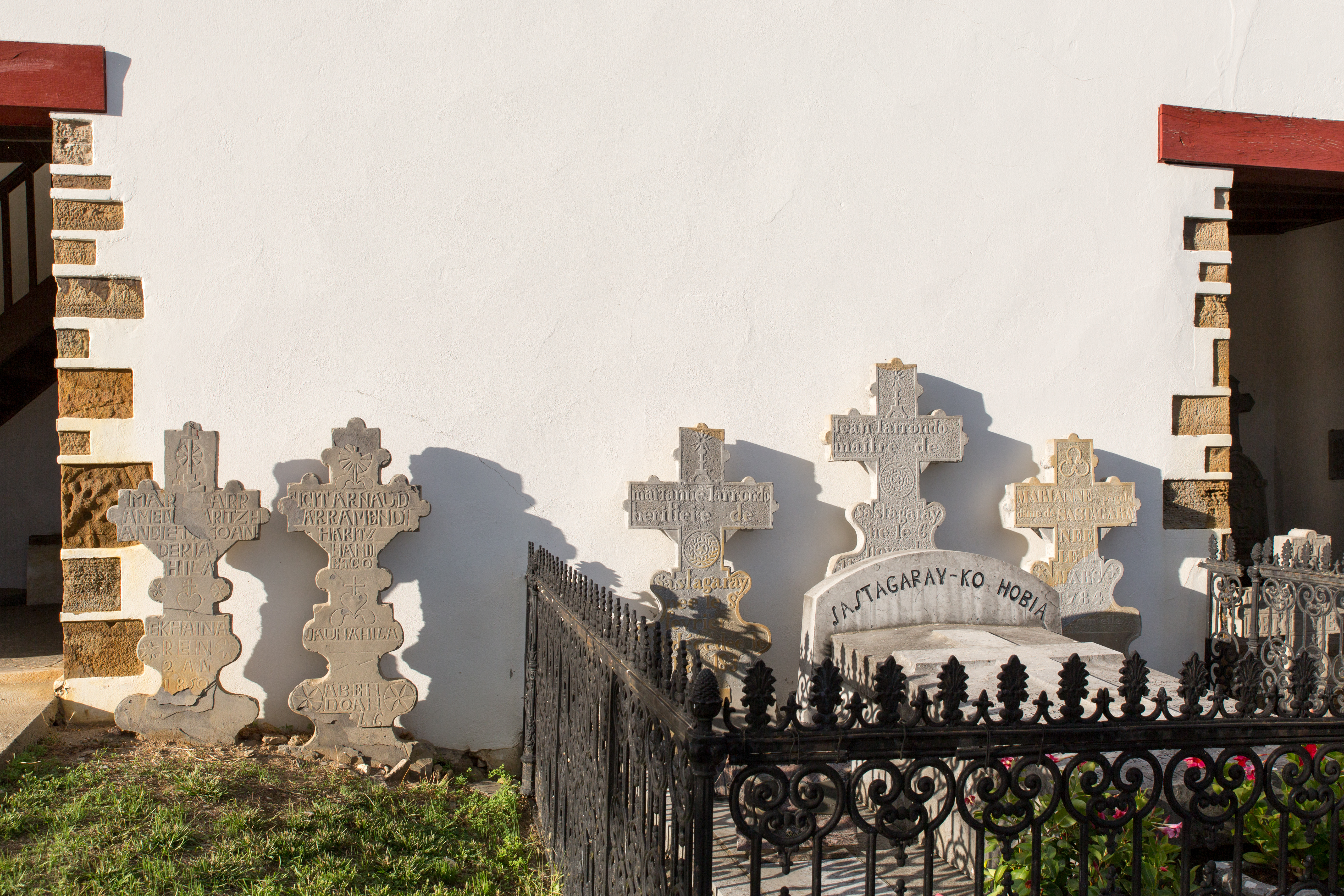
Anciennes croix de cimetière.
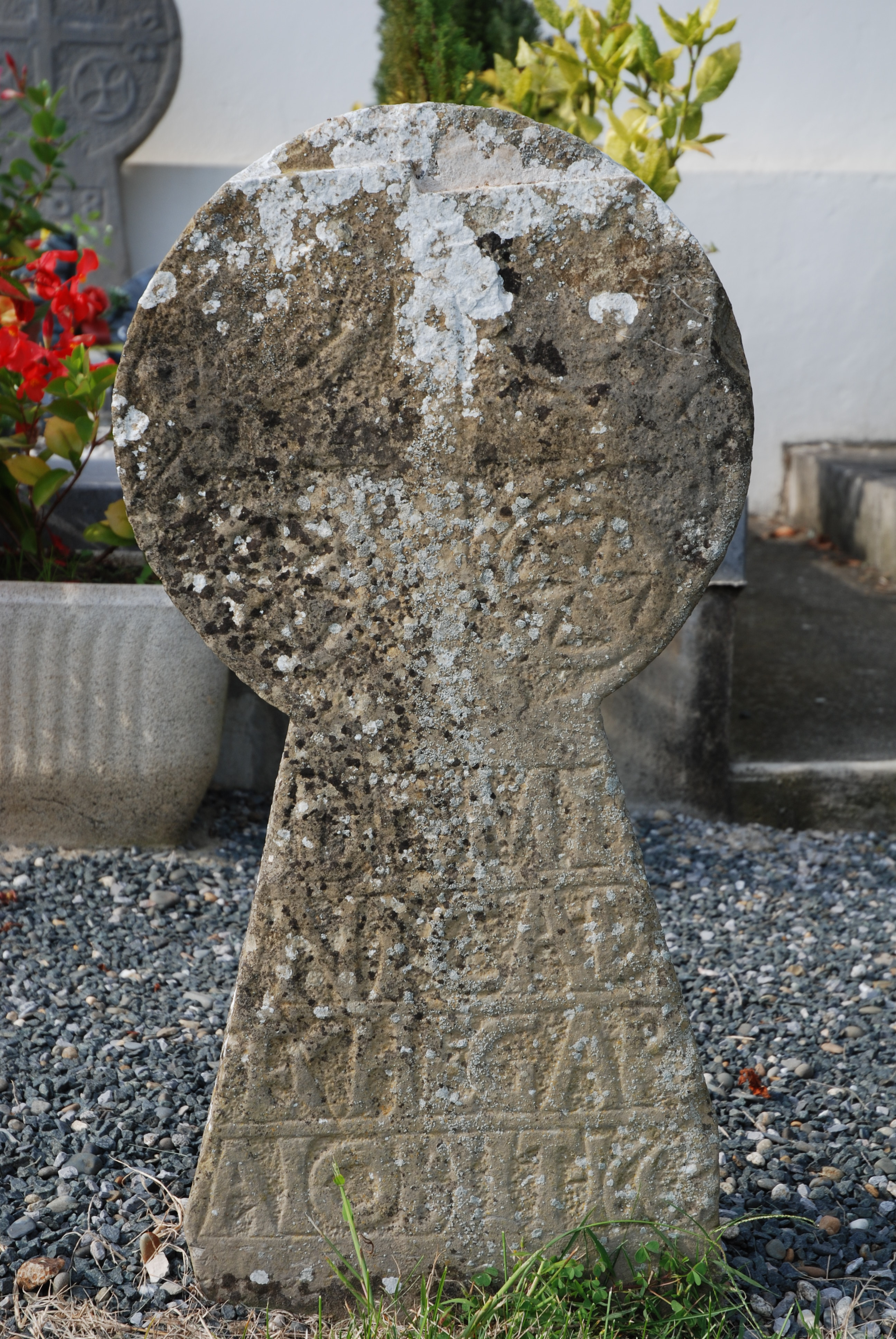
Stèle discoïdale.
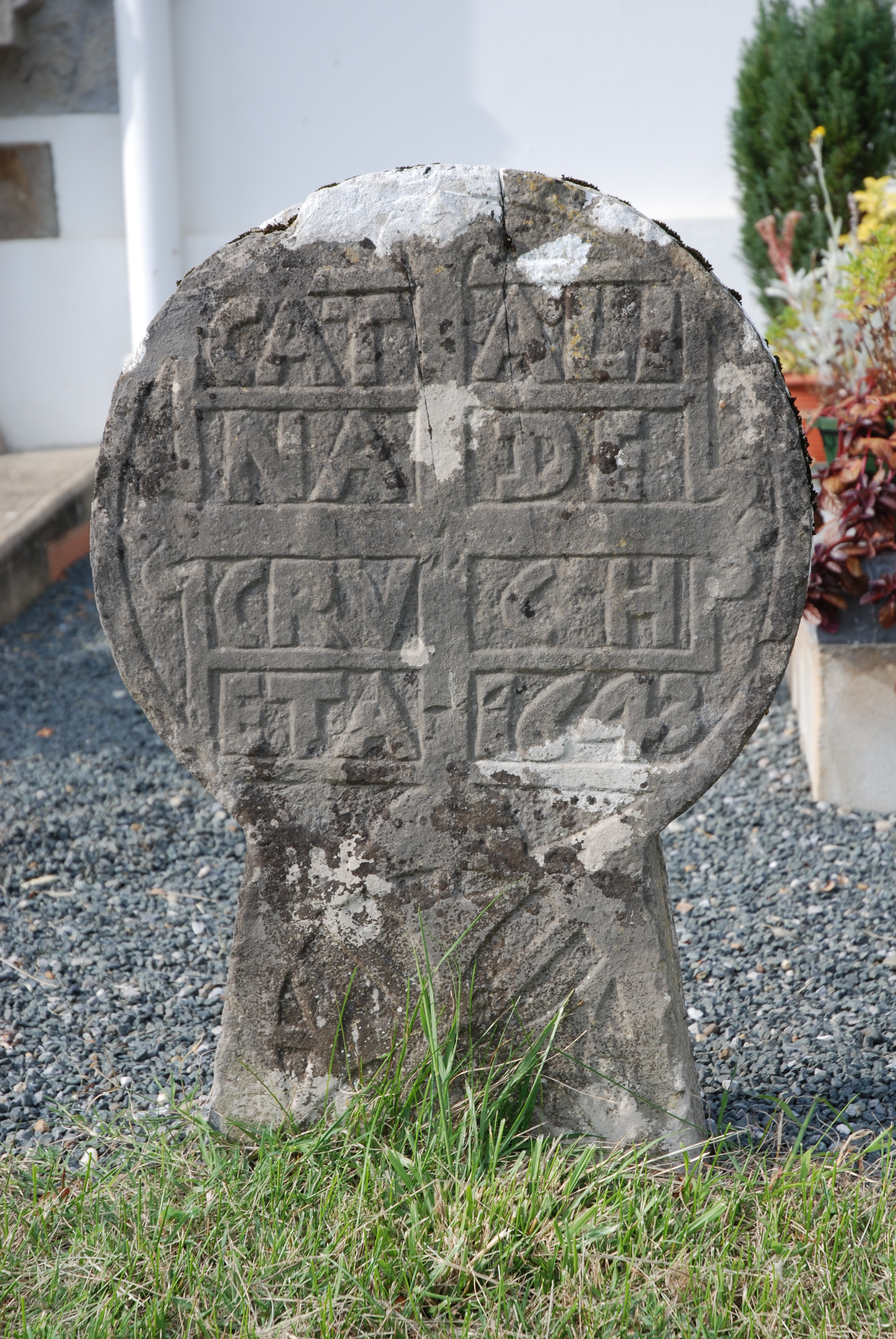
Stèle discoïdale.
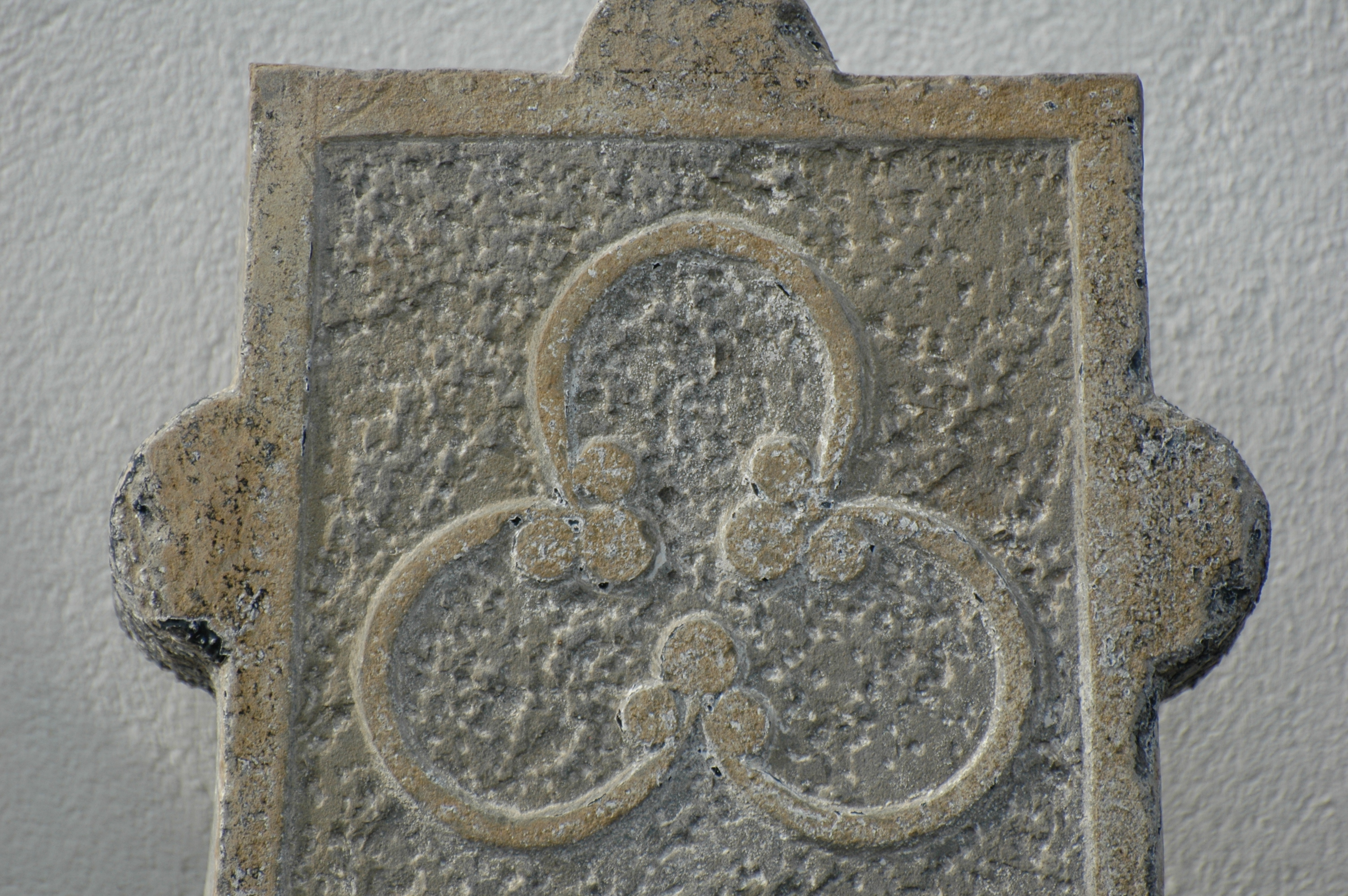
Stèle.

## Équipements

### Enseignement
La commune dispose d'une école maternelle.

## Personnalités liées à la commune
- Pascal Ondarts, ancien rugbyman français ayant vécu à Méharin.